# Луш (Лагуш)
Луш (порт. Luz) — район (фрегезия) в Португалии, входит в округ Фару. Является составной частью муниципалитета Лагуш. По старому административному делению входил в провинцию Алгарве (регион). Входит в экономико-статистический субрегион Алгарве, который входит в Алгарве. Население составляет 3068 человек на 2001 год. Занимает площадь 21,83 км².
Покровителем района считается Дева Мария (порт. Nossa Senhora da Luz).

## Достопримечательности
- Крепостной замок Богородицы Девы Марии (Fortaleza de Nossa Senhora da Luz)
- Церковь Луш-де-Лагуш (Igreja da Luz de Lagos)